# El Mansuet
El Mansuet és un personatge llegendari català localitzat a Collbató (Baix Llobregat), ambientat a la Guerra del Francès (1808-1812) i vinculat amb la llegenda del Timbaler del Bruc.
Segons el relat popular, el Mansuet era un ferrer que, davant l'amenaça d'ocupació del poble de Collbató per part de l'exèrcit francès, es va endur les dones, els nens i les joies que hi havia al poble fins a les coves del Salnitre, a la muntanya de Montserrat, per protegir-los. A les coves va instal·lar-hi un taller on fabricava armes per als guerrillers que combatien en aquella zona contra les tropes napoleòniques. Un dia, les coves són descobertes pels soldats francesos, però el Mansuet els barra el pas amb un fusell. Els amenaça de fer caure les roques de l'interior i esclafar-los, i per demostrar-ho fa caure una caldera d'aram que retruny en xocar contra les parets. El terrabastall espanta els soldats, que fugen corrents i alguns d'ells cauen al barranc. Mai no el van tornar a molestar.
Altres variants de la llegenda identifiquen el Mansuet amb un bandoler que va actuar als pobles de l'entorn de la muntanya de Montserrat i que es refugiava a les coves del Salnitre juntament amb la seva companya Marta.

## Vincles històrics
Els diferents estudis històrics publicats sobre la figura del Mansuet, entre els quals cal destacar el d'en Joan Masats (1989) i el més recent de Genís Frontera i JoanValls (2008) coincideixen a afirmar que en Mansuet Boxó i Xalabia és un personatge real, que va néixer el 1777 a Esparreguera, fill d'un ferrer de Piera.
El 1799, el Mansuet i el seu pare es traslladen a Manresa, on treballen de ferrers, mentre el taller d'Esparreguera continua obert, gestionat pels tres germans d'en Mansuet. Més tard, el 1810, ja en plena Guerra del Francès, els Boxó pare i fill van tornar a traslladar-se i es van establir a Castellbell i el Vilar. El 1812, amb 35 anys, es va casar amb Rosa Vacarisses, veïna de Collbató, amb la qual va tenir tres fills.
Un cop acabada la Guerra del Francès i durant el Trienni Liberal, en Mansuet Boxó va encapçalar una partida guerrillera d'entre 100 i 300 homes que defensava l'absolutisme del rei Ferran VII i que va protagonitzar diversos enfrontaments armats amb les tropes constitucionalistes pels voltants de Montserrat. La partida del Vilar es va aixecar en armes el 18 de maig de 1822. Vuit dies més tard, el 26 de maig, les tropes que s'havien desplaçat des de Manresa per controlar la insurrecció havien aconseguit dispersar els rebels i assetjar en Mansuet i alguns dels seus homes a la ferreria del Vilar.
En Mansuet Boxó i el seu pare van ser afusellats, mentre que la seva dona, els seus fills i alguns guerrillers menors d'edat van poder salvar la vida. El 1826, el rei Ferran VII nomena pòstumament en Mansuet Boxó tinent coronel d'infanteria, i el 1855 l'Estat concedeix a la seva vídua una pensió vitalícia de 5.000 rals anuals, tot i que triga uns quants anys a fer-se efectiva.
El fonament real de la llegenda és reforçat per la localització a les coves del Salnitre, la segona meitat del segle xix, d'armament divers procedent de la Guerra del Francès i de fragments d'uniforme de l'exèrcit francès de la mateixa època.
D'altra banda, hi ha constància d'escaramusses constants de veïns dels pobles del Montserrat contra l'exèrcit napoleònic durant aquells anys, i s'ha documentat el saqueig de l'església de Collbató fet pels soldats francesos i la crema del poble com a mínim una vegada, el 27 de juliol de 1812, en represàlia pel suport donat a les accions guerrilleres. Sembla, doncs, possible que les coves de la muntanya de Montserrat poguessin servir de refugi a guerrillers catalans d'aquella guerra.

## La llegenda
La primera versió coneguda de la llegenda del Mansuet és la que va publicar Víctor Balaguer al Diario de Barcelona el 1852, després d'un viatge a les coves del Salnitre. Segons Balaguer, la llegenda li va ser explicada per un dels guies del poble de Collbató. El relat d'aquell viatge, farcit de romanticisme, va despertar un gran interès en la societat catalana de l'època, i va iniciar una fase d'explotació turística de les coves, afavorida també pel moviment de restauració del monestir de Montserrat, que havia estat destruït durant la Guerra del Francès.
El mateix any 1852 va aparèixer una altra versió de la llegenda, més extensa, de Santiago Àngel Saura i Mascaró dins l'obra Montserrate subterráneo. Saura era amic de Víctor Balaguer i probablement el va acompanyar en la seva expedició de descobriment de les coves de Collbató. També és possible que escoltés la llegenda del Mansuet de les mateixes fonts que Balaguer, però el cas és que la versió de Saura és una mica més documentada històricament i relaciona la figura del Mansuet de les coves amb el Mansuet guerriller reialista de després de la Guerra del Francès, és a dir, amb el personatge real. El 1858, Gaietà Cornet i Mas publica la versió de Balaguer al llibre Tres días en Montserrat.
Aquells anys el mite no va fer més que créixer i es va arribar a convertir en una icona important del catalanisme. El 1859, Ferran Patxot comença a publicar per parts una versió de la llegenda molt més florida, que l'any següent prendrà forma de novel·la, signada amb el pseudònim de Manuel Ortiz de la Vega: El Mansueto o las cuevas de Montserrat. La novel·la desenvolupa el personatge del Mansuet i li atribueix una trajectòria molt més àmplia: pròfug de la justícia el 1793, viu amagat a les coves de Montserrat amb la seva companya Marta fins que, amb l'ocupació francesa, decideix formar una partida de guerrillers que participarà en la primera batalla del Bruc. La gesta d'espantar els soldats amb una caldera es transforma aquí en el so d'un corn de caça. Dos anys més tard apareix l'obra de Manuel Angelón i Broquetas ¡Atrás el extranjero! Novela histórica del tiempo de la Guerra de la Independencia, centrada també en el personatge del Mansuet. Aquí la fabulació va un pas més enllà i identifica en Mansuet com l'autèntic Timbaler del Bruc, que foragita els francesos tocant el timbal des de les roques de Montserrat, a l'exterior de les coves. En totes dues novel·les, l'exaltació patriòtica és ben evident.
A partir d'aquell moment, el Mansuet es converteix en l'element imprescindible de totes les guies i descripcions de Montserrat. De fet, el guerriller acompanya amb la seva història tot el moviment que, des de la Renaixença catalana, estava reconstruint el monestir de Montserrat de cara al mil·lenari del santuari. Jacint Verdaguer, que va liderar aquest moviment de recuperació de Montserrat com a símbol religiós i cultural de Catalunya, utilitza el personatge del Mansuet en la seva "Cançó del pelegrí", del poemari Montserrat:
“He vist en ampla cova / lo niu del Mansuet; 
l'infern, diuen que es troba / un poc més avallet.” 
El folklorista collbatoní Pau Bertran, membre destacat de la Renaixença, també recull la llegenda en una de les seves Popularitats publicades pòstumament a la revista Ilustració Catalana el 1892, i en certa manera atorga un certificat d'origen a la narració: "El Mansueto, quan habitava a la cova per la Guerra del Francès, diu que havia sentit moltes vegades els cops dels picadors [de les encantades], cap a dintre, molt fondos; havent provat i tot d'arribar fins a les encantades, guiant-se pel soroll dels picadors (que sempre el sentia a la nit), però mai pogué lograr-ho."
El Mansuet es va convertir també en el protagonista de diverses obres teatrals: el 1865 s'estrena a Barcelona El Mansueto o los héroes del Bruch, de Sebastià Puigbonet i Corbella. El 1907 té lloc l'estrena de Mansuet, una obra de teatre en quatre actes de Joan Molas i Valverde. El 1909 s'estrena al Centre Moral de Gràcia la "llegenda líric-dramàtica en un pròleg i cinc actes" Montserrat, en vers i amb acompanyament coral, de J. Abril i Virgili i música de J. Comellas i Ribó, basada en la novel·la d'Ortiz de la Vega.
Semblava clar que la figura del Mansuet era, al tombant de segle, tremendament popular, si més no a Barcelona. Probablement connectava amb un ideal patriòtic català diferenciat del que representava el Timbaler del Bruc, que en aquella època ja havia estat absorbit pel nacionalisme espanyol, àvid de figures que el fessin visible, especialment en el vessant de l'enfrontament victoriós contra enemics exteriors.
Després d'aquesta exaltació literària i teatral, la figura del Mansuet cau en l'oblit. No és fins després de la Guerra Civil, en ple franquisme, quan torna a aparèixer el guerriller en algun article com el de Joan Playà publicat a la revista Castellet el 1944, o en les referències que en fa Joaquim M. de Nadal a l'obra El Montserrat del ochocientos, publicada el mateix any.
Anys després, la llegenda del Mansuet és recollida pel folklorista Joan Amades al recull Llegendes i tradicions de Montserrat (1959). Ja entrats els anys 80, apareix a la revista Cavall Fort un relat en forma de còmic, escrit i dibuixat per Oriol Garcia, que recull la primera versió de la llegenda. El 1989 apareix el primer estudi històric sobre en Mansuet, obra de Joan Masats i Llover: En Mansuet Boxó, entre la llegenda i la història.
A Collbató, escenari de la llegenda, el Mansuet s'ha anat convertint en una figura important dins l'imaginari popular. Un dels carrers principals del poble ha estat batejat amb el seu nom, i també el gegant de la localitat. El 2003, tot el poble va participar activament en la representació, durant dos dies, d'una obra teatral i musical creada per veïns de Collbató i basada en la llegenda del Mansuet, que es va representar a les mateixes coves del Salnitre, on la llegenda situa els fets. Finalment, al centre del poble es va instal·lar el 2006 un gran mural ceràmic de dos plafons que representa la llegenda de la lluita del guerriller contra els francesos.